# Georg Engelmann (Komponist)
Georg Engelmann (* um 1575 in Mansfeld; begraben 11. November 1632 in Leipzig) war ein deutscher Organist und Komponist des Frühbarock.

## Leben und Werk
1539 immatrikulierte sich Engelmann an der Universität Leipzig. Um 1596 wurde er Organist an der dortigen Paulinerkirche. Engelmann war Universitätsmusikdirektor an der Universität Leipzig und ab 1625 Thomasorganist in Leipzig.
Engelmann gab drei Hefte mit eigenen fünfstrophigen Paduanen und Galliarden für Streicher (Leipzig 1616–1622) und das Sammelwerk Quodlibeticum novum latinum (Leipzig 1620) heraus. Darüber hinaus schrieb er einige Gelegenheitswerke.

## Publikationen
- Paduanas et Galliardas, Leipzig 1616–1622
- Quodlibeticum novum latinum, Leipzig 1620